# Індра Бхатарака
Індра Бхатарака (д/н — 673) — 2-й магараджа держави Східних Чалук'їв.

## Життєпис
Син Кубджу-Вішну-вардхана, вішнасіддхі (на кшталт віцекороля) Венги. Відомості про нього вкрай обмежені. Посів трон 673 року після свого старшого брата Джаясімхи I. Втім панував лише 7 діб, раптово померши або загинувши внаслідок змови знаті на чолі з Адгіраджею Індра.
Йому спадкував син Вішну-вардхан II.